# 下野花岡站
下野花岡站（日语：／ Shimotsuke-hanaoka eki */?）是位於日本栃木縣鹽谷郡高根澤町大字花岡的東日本旅客鐵道（JR東日本）烏山線鐵道車站。

## 車站構造
下野花岡是一個沒有站房，僅設有側式月台一座、一條乘車線的無人地面車站，由寶積寺車站管理。

## 使用情況
根據「栃木縣統計年鑑」，2008年度（平成20年度）－2011年度（平成23年度）各年上車人次推移如下表。
| 上車人次推移       | 上車人次推移                | 上車人次推移 |
| 年度               | 各年上車人次 （單位：千人） | 來源         |
| ------------------ | --------------------------- | ------------ |
| 2008年（平成20年） | 21                          | [ 1 ]        |
| 2009年（平成21年） | 21                          | [ 2 ]        |
| 2010年（平成22年） | 19                          | [ 3 ]        |
| 2011年（平成23年） | 16                          | [ 4 ]        |

## 車站周邊
- 麒麟麥酒栃木工場
- 菅又病院
- 7-Eleven高根澤花岡店
- 町民廣場
- 栃木縣道10號宇都宮那須烏山線
- 栃木縣道181號上高根澤氏家線
- 五行川

## 历史
- 1934年（昭和9年）8月15日 - 車站啟用。啟用時站名「下野花岡」的日文發音為（Shimozuke-Hanaoka）。
- 1987年（昭和62年）4月1日 - 配合日本國鐵分割民營化，成為JR東日本車站。
- 1990年（平成2年）12月1日 - 雖然站名的漢字相同，但發音改為有些不同的（Shimotsuke-Hanaoka）。

## 相鄰車站
東日本旅客鐵道
■ 烏山線
寶積寺－下野花岡－仁井田

## 外部連結
- 車站資訊（下野花岡）：東日本旅客鐵道

36°38′59.68″N 140°0′31.26″E / 36.6499111°N 140.0086833°E